# Kinsley (Kansas)
Kinsley – miasto położone w Hrabstwie Edwards.